# Side Pocket
Side Pocket (japanska: サイドポケット Hepburn: Saido Poketto?) är ett biljardspel från Data East, som debuterade i arkadhallarna 1986. Spelet överfördes sedan till hemkonsolerna.

## Handling
Spelet innehåller två olika varianter Nummerboll och den engelska varianten Pocket.

### Fotnoter
1. 1 2 3   19 September 1991 (GB)”Side Pocket”. NES DB. 1 mars 1987. Arkiverad från originalet den 21 april 2014. https://web.archive.org/web/20140421082132/http://www.nesdb.se/game_more.php?id=1312&rid=1. Läst 20 april 2014.
2. ↑  Nintendo Magasinet. Power Player 14, Sida 8 Recension: Radar Mission och Side Pocket GAME BOY.